# فرودگاه بین‌المللی ثرگود مارشال بالتیمور واشینگتن

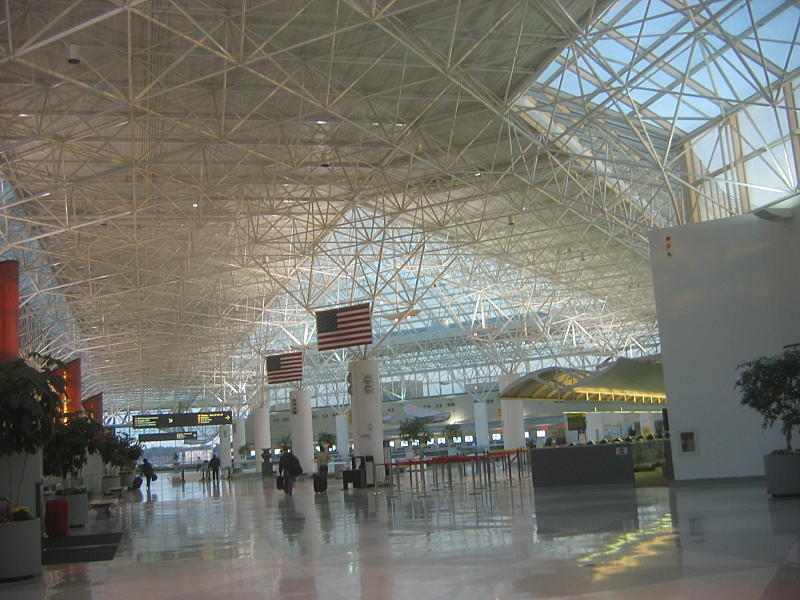
نمایی از سالن A فرودگاه بین‌المللی بالتیمور واشینگتن

فرودگاه بین‌المللی ثرگود مارشال بالتیمور واشینگتن (به انگلیسی: Baltimore/Washington International Thurgood Marshall Airport) فرودگاهی است در ۴۸ کیلومتری شمال شرقی شهر واشنگتن دی.سی. در ایالت مریلند. این فرودگاه محدودهٔ شهری بین بالتیمور و واشنگتن دی.سی. را پوشش می‌دهد.
این فرودگاه معمولاً به‌طور خلاصه فرودگاه بین‌المللی بالتیمور واشینگتن نامیده و با کُد یاتای BWI شناخته می‌شود.

## شرکت‌های هواپیمایی و مقصدهای پروازی

### مسافری
| شرکت‌های هواپیمایی        | مقصدهای پروازی | Refs   |
| ------------------------ | --- | ------ |
| Air Canada Express       | پیرسون تورنتو | [ ۱ ]  |
| آلاسکا ایرلاینز          | لس‌آنجلس، سن دیه‌گو، سیاتل-تاکوما فصلی: پورتلند | [ ۲ ]  |
| الیجنت ایر               | منطقه‌ای اشویل، سینسیناتی/کنتاکی شمالی، سوننه/هیلتن حعیا فصلی: منطقه‌ای نورث‌وست، مک‌گی تایسن، بلوگرس، تالسا، اکلاهما | [ ۳ ]  |
| امریکن ایرلاینز          | شارلوت داگلاس، اوهر شیکاگو، دالاس-فورت ورث، میامی، فینکس اسکای هاربر | [ ۴ ]  |
| امریکن ایگل              | شارلوت داگلاس، اوهر شیکاگو، جان اف کندی، فیلادلفیا | [ ۴ ]  |
| Apple Vacations          | چارتر فصلی: کانکون، کینتانا رو، پونتا کانا | [ ۵ ]  |
| بوتیک ایر                | ماسنا | [ ۶ ]  |
| بریتیش ایرویز            | هیترو لندن | [ ۷ ]  |
| کوندور فلوگدینست         | فصلی: فرانکفورت | [ ۸ ]  |
| کورپوریت فلایت منیچمنت   | منطقه‌ای میدل جورجیا (آغاز از ۱۸ اوت ۲۰۱۷) | [ ۹ ]  |
| دلتا ایرلاینز            | هارتسفیلد-جکسون آتلانتا، متروپولیتن شهرستان وین دیترویت، مینیاپولیس−سنت پل، سالت‌لیک‌سیتی فصلی: کانکون، کینتانا رو | [ ۱۰ ] |
| دلتا کانکشن              | سینسیناتی/کنتاکی شمالی، متروپولیتن شهرستان وین دیترویت، مینیاپولیس−سنت پل، جان اف کندی، رالی-دورهام | [ ۱۰ ] |
| جت‌بلو                    | لوگان، فورت لادردیل–هالیوود، اورلاندو | [ ۱۱ ] |
| Southern Airways Express | شهرستان آلتونا-بلایر، منطقه‌ای دوبوا، منطقه‌ای هگرزتاون، جان مرتا شهرستان جانزتاون-کامبریا، محله هوایی لنکستر, شهری مرگان‌تاون | [ ۱۳ ] |
| ساوت‌وست ایرلاینز         | آلبانی، آلبوکرکی، کویین بیاتریکس، هارتسفیلد-جکسون آتلانتا، آستین، برمینگهم-شاتلسورث، لوگان، بوفالو نیاگارا، کانکون، کینتانا رو، چارلستون، شارلوت داگلاس، میدوی شیکاگو، سینسیناتی/کنتاکی شمالی، کلیولند هاپکینز، پورت کلمبوس، دالاس لاو، دنور، متروپولیتن شهرستان وین دیترویت، فورت لادردیل–هالیوود، ساوثوست فلوریدا، جرالد فورد, بردلی، ویلیام پی. هابی، ایندیاناپلیس، جکسنویل، کانزاس‌سیتی، دنیل اودوبر کیروش، مک‌کاران، لانگ آیلند مک‌آرتور، لس‌آنجلس، لوئیویل، منطقه‌ای منچستر-بستون، ممفیس، ژنرال میچل، مینیاپولیس−سنت پل، سنگستر، نشویل، لیندن پیندلینگ، لوئیز آرمسترانگ نیو اورلنان، نورفک، اوکلند، ویل راجرز، اورلاندو، فینکس اسکای هاربر، پیتسبورگ، جت بین‌المللی پورتلند، تی. اف. گرین، پونتا کانا، رالی-دورهام، گریتر راچستر، سکرامنتو، سن آنتونیو، سن دیه‌گو, سان خوزه، خوآن سانتاماریا، لوس کابوس، لوئیز مونز مارین، سیاتل-تاکوما، لامبرت-ست لوی، تمپا، پام بیچ فصلی: نورث‌وست، پورتلند، سالت‌لیک‌سیتی | [ ۱۴ ] |
| Spirit Airlines          | هارتسفیلد-جکسون آتلانتا، لوگان، کانکون، کینتانا رو (آغاز از ۹ نوامبر ۲۰۱۷), اوهر شیکاگو، دالاس-فورت ورث، متروپولیتن شهرستان وین دیترویت، فورت لادردیل–هالیوود، جرج بوش، مک‌کاران، لس‌آنجلس، لوئیز آرمسترانگ نیو اورلنان، اورلاندو، سن دیه‌گو، سیاتل-تاکوما، تمپا فصلی: ساوثوست فلوریدا، مینیاپولیس−سنت پل، میرتل بیچ، اوکلند | [ ۱۶ ] |
| یونایتد ایرلاینز         | اوهر شیکاگو، دنور، جرج بوش، لس‌آنجلس، سانفرانسیسکو | [ ۱۷ ] |
| یونایتد اکسپرس           | اوهر شیکاگو، لیبرتی نیوآرک | [ ۱۷ ] |
| Vacation Express         | چارتر فصلی: پونتا کانا | [ ۱۸ ] |
| ویرجین آمریکا            | سانفرانسیسکو (آغاز از ۱۶ اکتبر ۲۰۱۷) | [ ۲۰ ] |
| واو ایر                  | کفلاویک | [ ۲۱ ] |

### باری
| شرکت‌های هواپیمایی                                  | مقصدهای پروازی                                                                            |
| -------------------------------------------------- | ----------------------------------------------------------------------------------------- |
| AirNet Express                                     | ریکن‌بیکر                                                                                  |
| Amazon Prime Air اجرا توسط ای‌بی‌ایکس ایر            | سینسیناتی/کنتاکی شمالی، سیاتل-تاکوما، تمپا                                                |
| Amazon Prime Air اجرا توسط ایر ترنسپورت اینترنشنال | سینسیناتی/کنتاکی شمالی، فینکس اسکای هاربر، پایگاه نیروی هوایی لاکلند، استاکتون متروپولیتن |
| دی‌اچ‌ال اوییشن اجرا توسط Southern Air               | سینسیناتی/کنتاکی شمالی                                                                    |
| دی‌اچ‌ال اوییشن اجرا توسط ای‌بی‌ایکس ایر               | سینسیناتی/کنتاکی شمالی                                                                    |
| فدکس اکسپرس                                        | ریکن‌بیکر، هریسبرگ، ایندیاناپلیس، ممفیس                                                    |
| فدکس اکسپرس اجرا توسط مانتین ایر کارگو             | لیبرتی نیوآرک، منطقه‌ای سلیسبوری‌اوشن سیتی ویکمیکو                                          |
| یوپی‌اس ایرلاینز                                    | شیکاگو راکفرد، لوئیویل                                                                    |